# Jeff Kassel
Jeff Kassel (* in den USA) ist ein amerikanisch-kanadischer Schauspieler.

## Leben
Kassel wurde als Ron Mitchell in der TV-Serie Testees bekannt. Bei der Comedy-Serie Kenny Hotz’s Triumph of the Will war er als Produzent und Autor tätig. Zu den bekanntesten Fernsehproduktionen, in denen er Auftritte hatte, gehören Skins, Against the Wall, Lost Girl, Baxter, The Path to 9/11, This Is Wonderland, Sue Thomas: F.B.Eye, Earth: Final Conflict und The X. 
Neben seiner Tätigkeit als Schauspieler ist er auch oft in kanadischen und amerikanischen nationalen Werbungen aktiv. Für seine Arbeit gewann er unter anderem den Silver Hugo Award während des Chicago International Film Festivals. Kassel war Co-Produzent des Gemini Award-Gewinner-Dokumentarfilms Camp Hollywood und Story-Berater bei der Serie Kenny vs. Spenny.

## Filmografie (Auswahl)
- 2002: Mission Erde – Sie sind unter uns (Earth: Final Conflict, Fernsehserie, 1 Folge)
- 2003: Mayday – Alarm im Cockpit (Mayday, Fernsehserie, 1 Folge)
- 2005: Sue Thomas: F.B.I. (Sue Thomas: F.B.Eye, Fernsehserie, 1 Folge)
- 2006: The Path to 9/11 – Wege des Terrors (The Path to 9/11, Fernsehzweiteiler)
- 2006: The Sentinel – Wem kannst du trauen? (The Sentinel)
- 2007: Talk to Me
- 2008: Testees (Fernsehserie, 13 Folgen)
- 2008: Traitor
- 2010: Baxter (Fernsehserie, 1 Folge)
- 2010: Lost Girl (Fernsehserie, 1 Folge)
- 2011: Against the Wall (Fernsehserie, 1 Folge)
- 2011: Skins (Fernsehserie, 1 Folge)
- 2012: Haven (Fernsehserie, 1 Folge)
- 2012: Die Firma (The Firm), Fernsehserie, 5 Folgen
- 2012: The L.A. Complex (Fernsehserie, 1 Folge)
- 2015: Beauty and the Beast (Fernsehserie, 1 Folge)
- 2015: Saving Hope (Fernsehserie, 1 Folge)
- 2016: The Strain (Fernsehserie, 1 Folge)
- 2017: Molly’s Game – Alles auf eine Karte (Molly’s Game)
- 2017: Workin’ Moms (Fernsehserie, 1 Folge)
- 2018: Designated Survivor (Fernsehserie, 1 Folge)
- 2021: Private Eyes (Fernsehserie, 1 Folge)